# 鈍葉小鼠尾蘚
鈍葉小鼠尾蘚（学名：Myurella julacea）为鱗蘚科鼠尾蘚屬下的一个种。